# جیپ سی‌جی
جیپ سی‌جی (به انگلیسی: Jeep CJ) خودروی موتور جلو، توزیع نیروی پیشران و چهار چرخ محرک است که در سال‌های ۱۹۴۴ تا ۱۹۸۶ و مدل‌های مختلف CJ-1  تا CJ-10 تولید شده. مدل‌های مختلفی از این نوع جیپ جهت مصارف زیادی مانند شکار، آفرود و البته جهت اهداف نظامی استفاده شده‌است و در ارتش کشورهای مختلف جهان به خدمت گرفته شده‌است، از مدل‌های پر طرفدار آن می‌توان به CJ-5 و CJ-7 اشاره کرد که ادیشن‌های مجهز این دو سایز تیپ رنه‌گید (به معنای نافرمان و سرکش) است که از سال ۱۹۷۴ تولید آن آغاز شده و در سال ۱۹۷۷ گلدن ایگل (عقاب طلائی) با آرایشی متفاوت و چند آپشن اضافه تر پا به عرصه تولید گذارد. از دیگر ادیشن‌های CJ-5 ،CJ-7 می‌توان به لاردو، روبیکون، رانگلر و جامبوری اشاره کرد. CJ-5 از نظر اندازه ۳۰ سانت از CJ-7 کوچکتر است که این تفاوت اندازه را می‌توان با توجه به قسمت در ورودی تشخیص داد، رنه‌گید و گلدن ایگل در ایران نیز به‌وفور به صورت وارداتی موجود بوده‌است که با موتورهای پرقدرت ۶ سیلندر ۴۲۰۰ سی‌سی و هشت سیلندر ۵۰۰۰ سی‌سی، ۵۸۰۰ سی‌سی و ندرتا ۶۶۰۰ سی‌سی و گیربکس‌های دنده‌ای ۳ و ۴ سرعته دستی با کمک پارت تایم و اتوماتیک ۳ سرعته (TH-400 جنرال موتورز) با کمک فول تایم (دیفرنسیل مرکزی با سیستم ضد هرزگردی پنوماتیک Quadratrac) مجهز بوده‌اند و به صورت سفارشی دارای ایرکاندیشن و فرمان هیدرولیک نیز بوده‌اند.
حقیقتا هنوزهم یک جیپ رنه گید یا گلدن ایگل مدل سال‌های آخر دهه ۷۰ و اوایل ۸۰ میلادی خصوصاً با اتاق سایز ۷ درمقایسه با خودروهای SUV امروزی هم از لحاظ زیبایی، قابلیت‌های فنی، توانایی‌های خارج از جاده‌، دوام و استقامت دارای ویژگی‌های ممتاز و عالی هستند.
این خودرو در ایران با نام جیپ شهباز توسط شرکت جیپ‌سازی که بعدها به جنرال موتورز ایران تغییر نام داد و بعد از انقلاب نیز به پارس خودرو تولید میشد اما دو مدل رنه گید و گلدن ایگل فقط به صورت وارداتی عرضه می‌شد.